# Gouvernement intérimaire
Ne doit pas être confondu avec Gouvernement provisoire.
Un gouvernement intérimaire est un gouvernement provisoire dont le temps est limité à une période entre deux gouvernements ou régimes. Son rôle est généralement d'expédier les « affaires courantes ».
Les gouvernements intérimaires peuvent être mis en place lorsqu'un gouvernement dans un système parlementaire est défait par une motion de censure, ou dans le cas où l'Assemblée devant laquelle le gouvernement est responsable est dissoute, pour une période intérimaire jusqu'à ce qu'une élection soit organisée et qu'un nouveau gouvernement soit formé. Légalement, les activités du gouvernement intérimaire sont limitées par les normes.

## Bangladesh

### 1998-2006
(janvier 2025).
Le gouvernement intérimaire du Bangladesh était une forme de gouvernement dans laquelle le Bangladesh était dirigé par un gouvernement sélectionné pour une période intérimaire pendant la transition d'un gouvernement élu à un autre, après l'achèvement du mandat du premier, entre 1996 et 2008. Le gouvernement élu sortant transmettait son pouvoir à un gouvernement intérimaire non élu et non partisan (CTG).
Les principaux membres du gouvernement intérimaire ne représentaient aucun parti politique et n'étaient pas autorisés à se présenter aux élections. L'objectif principal du gouvernement intérimaire était de créer un environnement équitable dans lequel une élection pouvait être organisée de manière libre et équitable sans aucune influence politique du gouvernement sortant.
En 2011, le gouvernement dirigé par la Ligue Awami a aboli le gouvernement intérimaire en adoptant le 15e amendement de la constitution avec sa majorité au Parlement. Les partis d'opposition, dont le BNP, ont protesté contre l'adoption de cet amendement. 

### Depuis 2024
Le 5 août 2024, suite aux importantes manifestations contre le système des quotas, la Première Ministre Sheikh Hasina démissionne et s'exile en Inde. 
Le chef d'état-major de l'Armée de terre du Bangladesh, le Général Waker-uz-Zaman et le Président Mohammed Shahabuddin annoncent alors la formation d'un gouvernement intérimaire. Le parlement est dissout le 6 août. Le mouvement "Students Against Discrimination" propose de nommer l'économiste et Prix Nobel de la Paix, Muhammad Yunus comme Premier Ministre du gouvernement intérimaire. Celui-ci accepte et forme une équipe gouvernementale, le gouvernement Yunus. Il prête serment le 8 août 2024.
Muhammad Yunus a annoncé que les prochaines élections législatives auront lieu en avril 2026.

## Irak
Le gouvernement intérimaire irakien a été formé par la force multinationale présente en Irak comme gouvernement provisoire pour gérer l'Irak jusqu'à la constitution du gouvernement de transition en Irak qui devait être mis en place à la suite des élections du 30 janvier 2005.

## Grèce

### 2012
Le gouvernement Pikramménos (en grec moderne : Υπηρεσιακή κυβέρνηση Παναγιώτη Πικραμμένου) est le gouvernement de la République hellénique entre le 17 mai et le 21 juin 2012, après la dissolution de la XVe législature du Parlement.

## Pakistan
Au Pakistan, la commission électorale nomme un gouvernement intérimaire avant la campagne électorale.

## Turquie
Pour les articles homonymes, voir Gouvernement Davutoğlu.